# Зай-Каратай (село)
Зай-Каратай (тат. Зәй-Каратай) — село в Лениногорском районе Республики Татарстан, административный центр Зай-Каратайского сельского поселения.

## Этимология
Топоним произошёл от гидронима «Зәй-Каратай» (Зай-Каратай).

## География
Село находится на реке Зай-Каратай, в 22 км к северо-западу от районного центра — города Лениногорска.
Село расположено на территории государственного природного комплексного заказника регионального значения «Степной».

## История
Основание села Зай-Каратай относят к 1720—1740-м годам.
В сословном плане, в XVIII—XIX веках жителей села причисляли к государственным крестьянам и к тептярям. Их основными занятиями в то время были земледелие, скотоводство, торговля, подёнщина.
В «Списке населенных мест по сведениям 1859 года», изданном в 1864 году, населённый пункт упомянут как казённая и башкирская деревня Зай-Каратай 1-го стана Бугульминского уезда Самарской губернии. Располагалась при речке Каратайке, по левую сторону Казанского почтового тракта из Бугульмы в Чистое Поле, в 30 верстах от уездного города Бугульмы и в 22 верстах от становой квартиры в казённой и башкирской деревне Альметева (Альметь-муллина). В деревне в 117 дворах жили 1032 человека (501 мужчина и 531 женщина). Была мечеть.
Жители села принимали активное участие в татарских крестьянских движениях 1878—1879 годов, 1897 года.
По сведениям из первоисточников, в начале XX столетия в селе располагалось волостное правление, действовали две мечети, два мектеба, две водяные мельницы. В этот период земельный надел сельской общины составлял 5404 десятины.
В 1904—1909 годах в селе работали 2 новометодные школы, в 1917 году открылась земская школа.
До 1920 года село являлось центром Каратаевской волости Бугульминского уезда Самарской губернии. С 1920 года в составе Бугульминского кантона ТАССР. С 10 августа 1930 года в Альметьевском, с 10 февраля 1935 года в Ново-Письмянском, с 18 августа 1955 года в Лениногорском районах.
10 февраля 1930 года в селе было образовано коллективное хозяйство «Уныш». К 1935 году практически все хозяйства села были в колхозе. В 1939 году колхоз «Уныш» участвует в ВДНХ. В годы Великой Отечественной войны колхоз «Уныш» поставляет фронту 204 000 пудов хлеба, 9 600 пудов мяса, 128 000 литров молока, 129 лошадей, 3 автомобиля. Около 700 жителей села были призваны на фронт, больше половины из них не вернулись с полей сражений. В 1949 году в селе начали добывать нефть. Колхоз «Уныш» к 1951году завоёвывает звание «Колхоз-миллионер» (4 место в республике).
С 1995 года в селе действовало коллективное предприятие «Уныш», с 2011 года — сельскохозяйственное предприятие общество с ограниченной ответственностью «Агрофирма «Лениногорская».

## Население
| 1746 | 1782 | 1859 | 1883 | 1897 | 1920 | 1926 | 1938 | 1949 | 1958 | 1970 | 1979 | 1989 | 2002 | 2010 | 2017 |
| ---- | ---- | ---- | ---- | ---- | ---- | ---- | ---- | ---- | ---- | ---- | ---- | ---- | ---- | ---- | ---- |
| 42   | 153  | 1032 | 1283 | 1941 | 2238 | 2614 | 2291 | 2372 | 2200 | 2131 | 1686 | 1226 | 1251 | 1136 | 991  |

Национальный состав
По данным переписей населения, в селе проживают татары.

## Экономика
Сельское хозяйство, специализация на полеводстве, мясо-молочном скотоводстве. В селе действует сельскохозяйственное предприятие ООО «Агрофирма «Лениногорская».
В 1949 году в селе начали добывать нефть, было пробурено 4 скважины.

## Инфраструктура
В селе работают неполная средняя школа, детский сад (с 1950 г.), дом культуры (с 1919 г. как клуб), библиотека (с 1919 г. как читальня), 3 магазина и 1 пункт выдачи заказов OZON (с 2024 г.)

## Религия
С 2005 года в селе действует мечеть.

## Известные люди
- Д. Г. Шарифуллин (1928–2003) — механизатор, Герой Социалистического Труда.